# لئوناردو لوریا
لئوناردو لوریا (انگلیسی: Leonardo Loria؛ زادهٔ ۲۸ مارس ۱۹۹۹) بازیکن فوتبال اهل ایتالیا است.
از باشگاه‌هایی که در آن بازی کرده‌است می‌توان به اشاره کرد.
وی همچنین در تیم‌های ملی فوتبال زیر ۱۹ سال ایتالیا و زیر ۲۰ سال ایتالیا بازی کرده‌است.